# Shinjuku Outlaw
Pour plus de détails, voir Fiche technique et Distribution.
Shinjuku Outlaw (en japonais : 新宿アウトロー, Shinjuku autoroo) est film japonais réalisé par Takashi Miike, sorti en 1994, au format V-Cinema.
Le scénario, écrit par Ichirō Fujita et Yoshiki Nagasawa, est basé sur un roman de Fumio Tanaka.

## Distribution
- Hakuryu
- Yumi Iori
- Ruby Moreno
- Kiyoshi Nakajo
- Hiroyuki Watanabe
- Tatsuo Yamada